# 上田信道
上田 信道（うえだ のぶみち、1953年(昭和28年) - ）は、日本の童謡研究者、岡崎女子大学教授。

## 人物
大阪市生まれ。大阪教育大学大学院修士課程修了後、大阪府立高校の教諭、大阪国際児童文学館主任専門員、2001年退職し非常勤講師。2006年岡崎女子短期大学教授、岡崎女子大学子ども教育学部教授。1999年、大藤幹夫、藤本芳則と同人を務める季刊『児童文学資料研究』で日本児童文学学会賞特別賞受賞。雨情会会員。

## 著書
- 『謎とき名作童謡の誕生』平凡社新書 2002
- 『名作童謡ふしぎ物語』創元社 2005

### 共編著
- 『現代日本児童文学選 資料と研究』西嵜康雄,藤本芳則,向川幹雄,大藤幹夫共編著 森北出版 1994
- 巖谷小波『日本昔噺』校訂 平凡社 東洋文庫 2001
- 『北原白秋100選 名作童謡』編著 春陽堂書店 2005
- 『西條八十…100選 名作童謡』編著 春陽堂書店 2005
- 『野口雨情100選 名作童謡』編著 春陽堂書店 2005
- 『親子で歌いつごう日本の歌百選 親から子、子から孫へ』文化庁編（解説）東京書籍 2007

## 注
1. ↑  『謎とき名作童謡の誕生』著者紹介
2. ↑  わたしのプロフィール